# Fərid Quliyev
Fərid Quliyev (ur. 6 stycznia 1986 w Baku) – azerski piłkarz grający na pozycji napastnika. W reprezentacji Azerbejdżanu zadebiutował w 2010 roku. Rozegrał w niej 7 meczów, w których zdobył jedną bramkę.